# Pepi II.
Pepi II. (griechisch Phiops II.) war der fünfte König (Pharao) der altägyptischen 6. Dynastie im Alten Reich. Er regierte etwa innerhalb des Zeitraums von 2245 bis 2180 v. Chr. und kam bereits als Kind auf den Thron. Mit wahrscheinlich mehr als 60 Regierungsjahren war seine Herrschaft eine der längsten in der Geschichte des alten Ägypten.
In der Landesverwaltung ist unter Pepi II. eine Fortsetzung der bereits länger anhaltenden Dezentralisierung sowie ein Wachstum der Beamtenschaft festzustellen. In einem komplexen Zusammenspiel mit ungünstigen klimatischen Veränderungen scheint dieses Anwachsen der Beamtenschaft im fortgeschrittenen Verlauf seiner Regierung zu einer Ressourcenverknappung beigetragen zu haben, die schließlich unter seinen Nachfolgern zum Zusammenbruch des Alten Reiches führte. Durch Grabinschriften und archäologische Funde sind intensive Handelskontakte nach Byblos sowie nach Nubien und Punt überliefert. Die Kontakte nach Süden wurden allerdings durch Feindseligkeiten mit Beduinenstämmen und erstarkten nubischen Fürstentümern zunehmend erschwert. Wichtigstes Bauprojekt Pepis II. stellt seine Pyramidenanlage im Süden von Sakkara dar.

## Herkunft und Familie
Pepi II. war der Sohn von Pharao Pepi I. und dessen Gemahlin Anchenespepi II. (auch Anchenesmerire II. genannt). Seine Halbbrüder waren sein Amtsvorgänger Merenre und die beiden Prinzen Tetianch und Hornetjerichet. Als Ehefrauen sind seine Halbschwestern Neith und Iput II., seine Nichte Anchenespepi III. sowie zwei weitere Frauen namens Anchenespepi IV. und Wedjebten bekannt. Aus der Ehe mit Neith ging Pepis Thronfolger Nemtiemsaef II. (Antiemsaef II.) hervor, aus der Ehe mit Anchenespepi IV. der spätere König Neferkare Nebi. Bei Nebkauhor-Idu und Ptahschepses handelt es sich möglicherweise um weitere Söhne Pepis II. Abgesehen von Neferkare Nebi ist das familiäre Verhältnis zu den zahlreichen nur sehr kurz regierenden Königen der 8. Dynastie völlig unklar.

## Herrschaft

### Regierungsdauer
Obwohl unter Ägyptologen Einigkeit darüber herrscht, dass die Herrschaft Pepis II. sehr lang war, ist ihre genaue Dauer nach wie vor umstritten. Im Königspapyrus Turin aus dem Neuen Reich werden in seinem stark beschädigten Eintrag 90 Jahre angegeben (eventuell auch 93 oder 94). Der im 3. Jahrhundert v. Chr. lebende ägyptische Priester Manetho berief sich offenbar hierauf und gab an, Pepi II. sei mit sechs Jahren auf den Thron gekommen und im Alter von 100 Jahren gestorben, woraus sich 94 Regierungsjahre ergeben.
Trotz dieser außerordentlichen Länge (zum Vergleich: die Herrschaft von Sobhuza II. von Eswatini, die längste sicher belegte Amtszeit eines Staatsoberhaupts, dauerte „nur“ 82 Jahre) wurden die Angaben Manethos und des Turiner Papyrus auch in jüngerer Zeit von einigen Forschern als plausibel angesehen, so etwa von Wolfgang Helck oder Erik Hornung.
Zweifel hieran äußerte Hans Goedicke, der die Angabe im Turiner Papyrus als Verschreibung von „60“ zu „90“ ansah. Die zeitgenössischen Datumsangaben scheinen diese Interpretation zu stützen. Ein Graffito im Totentempel der Pepi-II.-Pyramide sah Goedicke als Hinweis auf Pepis Todesjahr an. Es handelte sich um die Angabe eines „Jahrs des 31. Mals der Zählung“. Hiermit ist die ursprünglich als Horusgeleit eingeführte landesweite Zählung des Viehs zum Zwecke der Steuererhebung gemeint. Diese Zählung fand ursprünglich alle zwei Jahre statt (das heißt, auf ein „x-tes Jahr der Zählung“ folgte ein „Jahr nach dem x-ten Mal der Zählung“), später aber zum Teil auch jährlich (auf ein „x-tes Jahr der Zählung“ folgte das „y-te Jahr der Zählung“). Diese Interpretation wird aber von anderen, höheren Datumsangaben nicht gestützt. So gibt es noch eine Felsinschrift aus dem „Jahr nach dem 31. Mal der Zählung“ und eine nicht ganz sicher zu lesende Angabe, die wohl auf das „Jahr des 33. Mals der Zählung“ verweist. Unklar ist bislang, ob die Zählung unter Pepi II. regelmäßig alle zwei Jahre oder unregelmäßig stattfand, da insgesamt sechs Jahre der Zählung (2, 11, 12, 14, 31 und evtl. 33) aber nur drei oder vier Angaben von „Jahren nach der Zählung“ (11, 22 und 31 sowie evtl. 1) überliefert sind. Es ergibt sich für ihn daher eine minimale Regierungsdauer von 34 Jahren und eine maximal belegte von 62 bis 66 Jahren.
Letzteres wird heute von der Mehrzahl der Forscher als plausibel angesehen, auch weil für Pepis Herrschaft zwei Sedfeste belegt sind. So geht etwa Jürgen von Beckerath von 60 Jahren und Thomas Schneider von 65 Jahren aus.

### Landesverwaltung
Zu Beginn von Pepis Herrschaft fungierte seine Mutter Anchenespepi II. als Regentin, aber auch sein Onkel Djau spielte eine bedeutende Rolle. Dieser bekleidete das Provinz-Wesirat in Abydos. Ihm folgten später Idi und Pepinacht. Als Wesire in Meir sind Anch-Pepi-Heriib und Anch-Pepi-Henikem bekannt. Residenz-Wesire in Memphis waren Ihichenet und Chenu, Ima-Pepi und Schenai, Chabauchnum/Biu und Nihabsedneferkare sowie Teti.
Das wichtige Amt des Wesirs erfuhr unter Pepi II. eine Umstrukturierung seiner Kompetenzen. Der Titel des „Vorstehers aller Arbeiten des Königs“ war nun direkt an den Residenz-Wesir gebunden. Ihm fiel somit die direkte Zuständigkeit für die königlichen Bauprojekte und für die Rekrutierung von Arbeitskräften zu. Im Gegenzug wurden aber die Ämter des Scheunen- und des Schatzhausvorstehers, die zuvor sehr eng mit den Wesiren verbunden waren, jetzt zunehmend mit Nicht-Wesiren besetzt. In der Provinzverwaltung lässt sich für Pepis Regierungszeit feststellen, dass zumindest gelegentlich das Amt des Scheunenvorstehers auch von Wesiren getragen wurde. Beim Amt des Schatzhausvorstehers war dies jedoch so gut wie nie der Fall. Die Verteilung der Titel legt nahe, dass Pepi ursprünglich beabsichtigte, die Provinz- der Residenzverwaltung gleichzustellen oder sie sogar von dieser unabhängig zu machen. Dies wurde aber für das Scheunenressort nur zum Teil und für das Schatzhausressort praktisch gar nicht umgesetzt. Stattdessen verblieb die Kontrolle über beide Ressorts durch die Besetzung mit rangniederen Beamten in der Provinz faktisch bei der Residenzverwaltung.

### Außenbeziehungen und Expeditionswesen

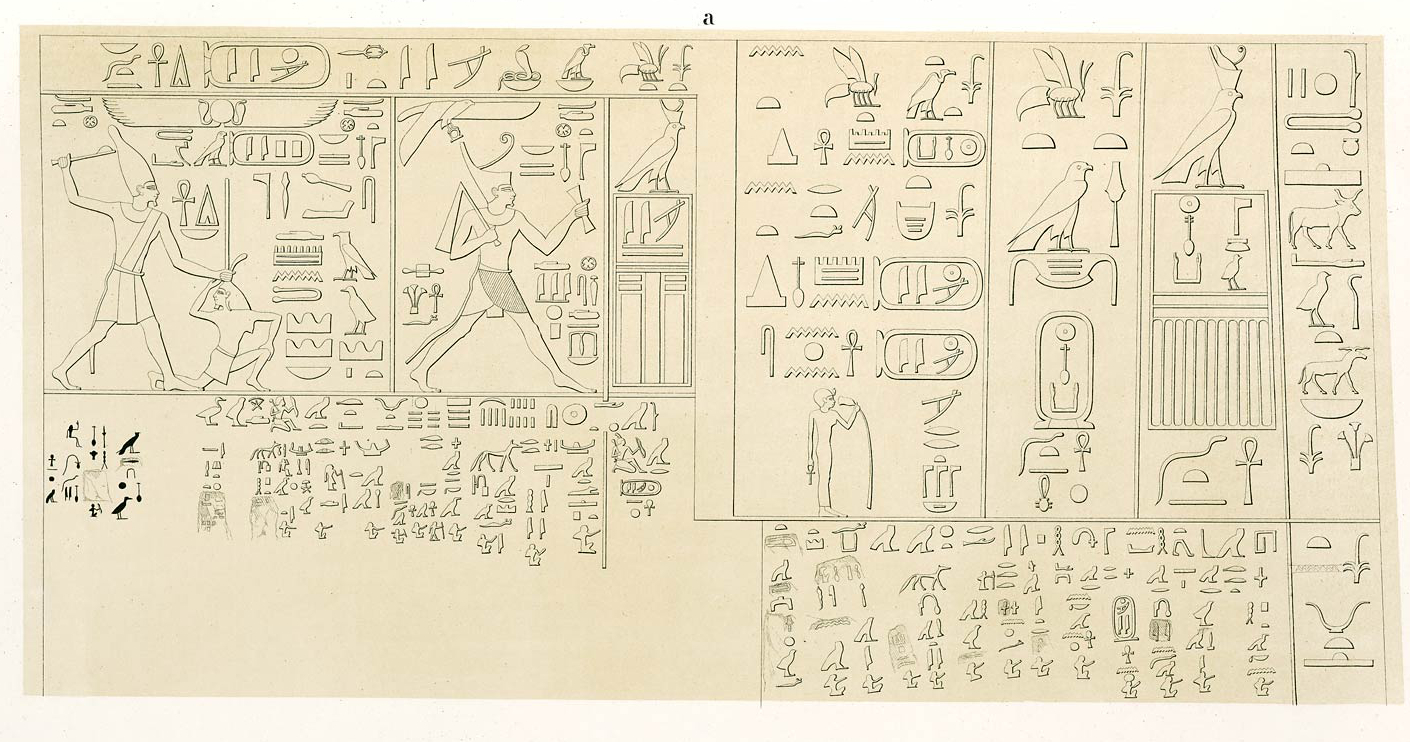
Felsinschrift Pepis II. im Wadi Maghara

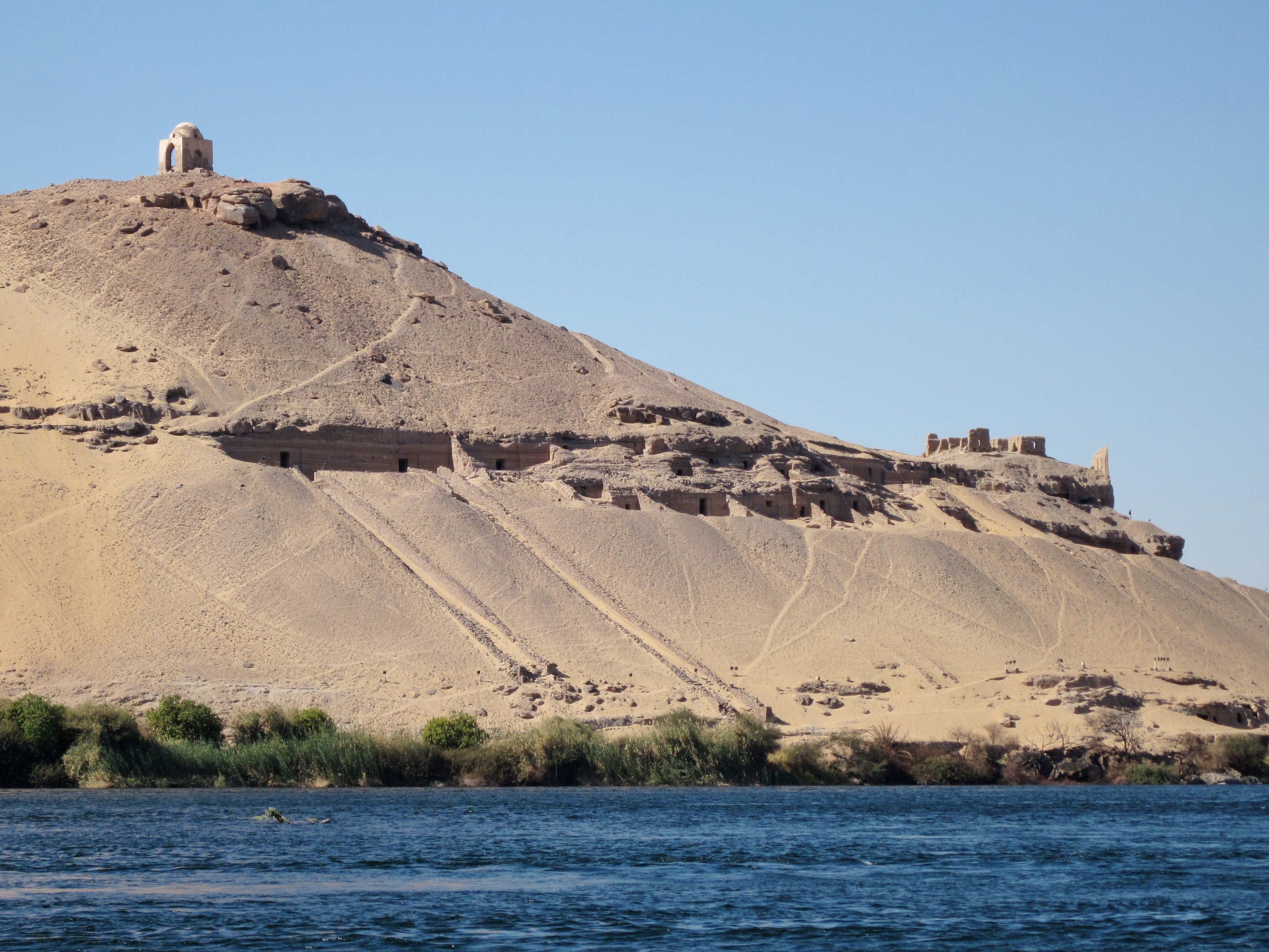
In den Beamtengräbern auf der Qubbet el-Hawa berichten autobiografische Inschriften von zahlreichen Expeditionen nach Nubien und Punt.

Zahlreiche Expeditionen aus Pepis Regierungszeit sind durch Inschriften belegt, darunter eine in die Kupfer- und Türkis-Minen des Wadi Maghara auf der Sinai-Halbinsel im 2. Jahr der Zählung sowie zwei Expeditionen in die Alabaster-Steinbrüche von Hatnub in Mittelägypten, die im 14. Jahr der Zählung und im Jahr nach dem 31. Mal der Zählung stattfanden. Auch Handelskontakte mit der Stadt Byblos im heutigen Libanon sind durch zahlreiche Fundstücke (vor allem Alabaster-Gefäße) mit Pepis Namenszug belegt, die im dortigen Tempel gefunden wurden.
Wie schon unter seinem Vorgänger Merenre spielte aber auch der Handel mit Nubien eine zentrale Rolle. Die Beziehungen nach Süden waren allerdings unter Pepis Herrschaft von zunehmenden Feindseligkeiten beherrscht. Bereits in Pepis zweitem Regierungsjahr unternahm der aus Elephantine stammende Beamte Harchuf eine Reise in das Land Jam. Er hatte bereits unter Merenre dreimal Nubien bereist und diese Reisen in seiner Grabanlage auf der Qubbet el-Hawa ausführlich beschrieben. Aus diesen Berichten geht hervor, dass eine veränderte politische Situation ihm die Heimreise bei seiner dritten Expedition sichtlich erschwerte und er nur dank eines starken Truppenkontingents des Fürsten von Jam sicher zurück nach Ägypten gelangte. Über seine vierte und letzte Reise existiert kein Bericht. Stattdessen ließ Harchuf an seinem Grab die Kopie eines Briefs des jungen Pepi II. anbringen, in dem dieser seine große Freude darüber ausdrückt, dass Harchuf ihm einen „Tanzzwerg“ (wohl ein Pygmäe) aus Jam mitbringt und ihn ermahnt, sehr gut auf diesen aufzupassen.
Weitgehend friedlich scheinen die Reisen gewesen zu sein, die im Grab des Chui auf der Qubbet el-Hawa genannt werden. Dort berichtet ein Diener namens Chnumhotep, dass er zusammen mit seinem Herrn Chui und einem weiteren hohen Beamten namens Tjetji insgesamt elf Reisen nach Nubien und nach Punt im heutigen Eritrea oder Somalia unternommen hat.
Von feindseligen Auseinandersetzungen berichtet hingegen Sabni in seinem Grab auf der Qubbet el-Hawa. Sein Vater Mechu I. hatte eine Expedition nach Nubien geleitet und war dort gestorben. Offenbar war er ermordet worden, denn sein Leichnam verblieb zunächst in Nubien und Sabni musste mit einem größeren Aufgebot an Soldaten nach Nubien marschieren, um ihn heim zu holen. Sabni selbst starb offenbar unmittelbar nach seiner Rückkehr von einer Nubien-Expedition in Elephantine. Sein Sohn Mechu II. weilte zu dieser Zeit selbst in Nubien und erhielt nach seiner Rückkehr die Unterstützung der königlichen Residenz für die Ausstattung des Grabes seines Vaters.
Eine weitere Inschrift auf der Qubbet el-Hawa stammt von Pepinacht, genannt Heqaib. Dieser berichtet von zwei militärischen Unternehmungen in Nubien. Der König hatte ihn ausgesandt, um die beiden Länder Wawat und Irtjet zu „zerhacken“. Pepinacht berichtet, dass er auf seiner ersten Kampagne mehrere Fürstenkinder und militärische Führer tötete und eine große Anzahl an Kriegsgefangenen nach Ägypten führte. Auf seiner zweiten Kampagne nahm er schließlich die beiden Fürsten von Wawat und Irtjet sowie deren Kinder und zwei hohe Kommandeure gefangen und brachte sie zusammen mit zahlreichen Rindern und Ziegen nach Ägypten. Eine dritte Militärexpedition führte Pepinacht in die Ostwüste. Dort waren der Kommandant Aaenanch und sein Begleittrupp von Beduinen (von den Ägyptern „Sandbewohner“ genannt) ermordet worden, als sie gerade ein Schiff bauten, das eine Reise nach Punt unternehmen sollte. Pepinacht führte eine Strafexpedition gegen die Beduinen und brachte den Leichnam Aaemanchs zurück in die Residenz.
Nach dem Tod Pepis II. fanden die Expeditionen in die außerhalb Ägyptens gelegenen Gebiete ein vorläufiges Ende. Das Wadi Maghara wurde erst rund 200 Jahre später in der 12. Dynastie wieder aufgesucht. Auch Handelskontakte mit Byblos sind erst zu dieser Zeit wieder belegt. Expeditionen nach Punt fanden erst wieder unter Mentuhotep III. (11. Dynastie) statt, während Nubien erst in der 12. Dynastie wieder verstärkt unter ägyptische Kontrolle geriet.

### Regierungsende und Zusammenbruch des Alten Reichs
Nach Pepi bestieg zunächst sein Sohn Nemtiemsaef II. den Thron. Er regierte aber nur etwa ein Jahr. Auf ihn folgte eine große Zahl weiterer Herrscher, die ebenfalls nur kurz regierten. Ihnen entglitt zunehmend die Kontrolle über die Landesverwaltung, bis Ägypten schließlich in zwei Machtbereiche zerfiel: Herakleopolis im Norden und Theben im Süden.
Die Ursachen für diesen Verfall des ägyptischen Zentralstaats sind sicherlich in der Amtszeit Pepis II zu suchen.  Sie sind aber bislang nicht abschließend geklärt und waren wahrscheinlich komplexer Natur. Wurde in älteren Arbeiten noch vorwiegend die Ansicht vertreten, der Hauptgrund hätte in einem immer stärkeren Autonomiebestreben und einer zunehmenden Machtfülle der Gaufürsten gelegen (so etwa James Henry Breasted aber auch noch Wolfgang Helck), so haben systematische Untersuchungen zu den Beamtentiteln und ihren Trägern hingegen ergeben, dass zwar eine Dezentralisierung der Verwaltung und ein allgemeines Wachstum der Beamtenschaft stattfand. Zentrale Schlüsselressorts wie das des Scheunen- und Schatzhausvorstehers, aber auch das des Vorstehers aller Arbeiten des Königs blieben hingegen sehr eng an die Residenzverwaltung und damit direkt an den König gebunden. Eine starke Machtzunahme der Gaufürsten lässt sich nach Petra Andrássy weder im wirtschaftlichen noch im militärischen Bereich nachweisen. Nach ihr scheint das allgemeine Anwachsen der Beamtenschaft zu einem Krisenfaktor geworden zu sein, da deren Versorgung immer mehr zum Problem wurde. So deute etwa eine immer weiter abnehmende Größe von Privatgräbern auf eine Verknappung von Ressourcen hin. Auch die verstärkte Befreiung der Tempel von Abgaben scheint die Handlungsmöglichkeiten der Residenz-Verwaltung geschwächt zu haben. Klimatische Faktoren, vor allem sinkende Niederschlagsmengen verbunden mit gering ausfallenden Nilfluten verstärkten die wirtschaftlichen Probleme Ägyptens offenbar noch.
Nach einem neueren Vorschlag von Karl Jansen-Winkeln ist als Hauptfaktor für den Untergang des Alten Reiches hingegen weder eine Verwaltungskrise noch ein ungünstiger Klimawandel verantwortlich, sondern vor allem eine Invasion des Nildeltas durch vorderasiatischer Stämme. Jansen-Winkeln stützt seine Argumentation hauptsächlich auf Schriftquellen wie etwa die Lehre für Merikare. Aber auch neuere Grabungen im Delta scheinen seine Hypothese zu untermauern. So wurde die Stadt Mendes offenbar am Ende der 6. Dynastie zerstört und ihre Einwohner ermordet.

## Bautätigkeit

### Die Pepi-II.-Pyramide in Sakkara-Süd

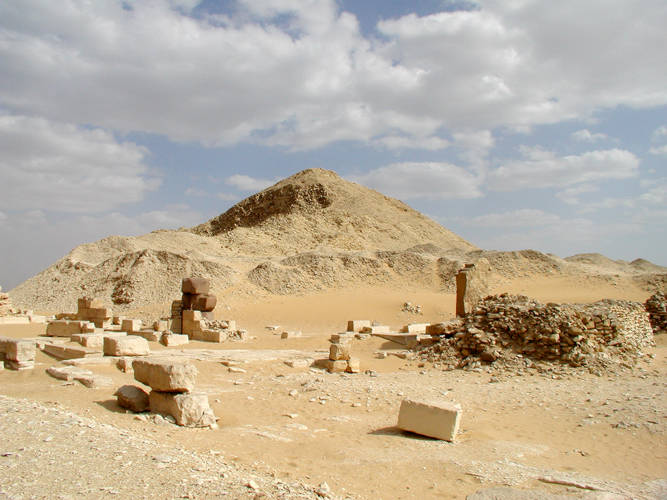
Die Pepi-II.-Pyramide in Sakkara-Süd

Im Vordergrund: Der Taltempel der Pepi-II.-Pyramide

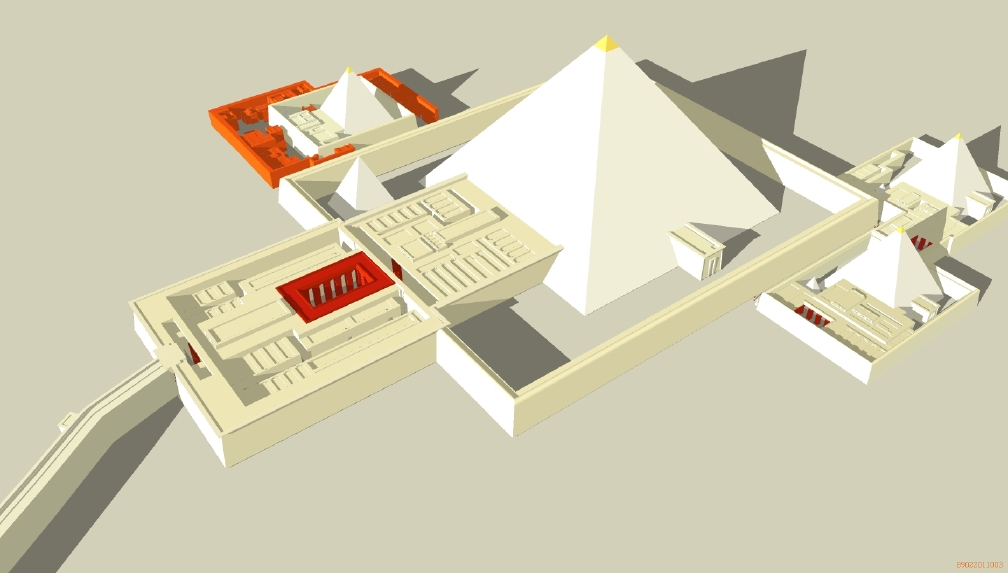
Die Pepi-II.-Pyramide mit Totentempel und Kultpyramide sowie den Königinnenpyramiden der Wedjebten, der Neith und der Iput II.

Für seine Pyramidenanlage mit dem Namen Men-Anch-Neferkare („Von Dauer ist das Leben des Neferkare“) wählte Pepi II. einen Standort in Sakkara-Süd, unmittelbar nordwestlich der Mastabat al-Firʿaun des Schepseskaf aus der 4. Dynastie. Die Anlage wurde zwischen 1926 und 1932 von Gustave Jéquier freigelegt. In ihren Maßen und ihrem Aufbau folgt die Pyramide einem seit Djedkare etablierten Standard-Programm und ist damit in weiten Teilen identisch mit ihren Vorgängerbauten. Sie hat eine Seitenlänge von 78,75 m und eine ursprüngliche Höhe von 52,5 m. Damit stellt sie das letzte große Bauwerk des Alten Reichs dar. Der Kern des Bauwerks besteht aus Kalkstein-Stücken, die mit Tonmörtel verbunden sind; die Verkleidungsblöcke bestehen aus Turakalkstein. Im Zuge einer nachträglichen Erweiterung wurde um die fertige Pyramide ein 7 m breiter Mauergürtel um den gesamten Bau gelegt. Hierbei wurde die Nordkapelle abgerissen und die bereits gebaute Umfassungsmauer musste um mehrere Meter versetzt werden.
Der Eingang zum unterirdischen Kammersystem befindet sich an der Nordseite. Von hier aus führt ein Gang schräg nach unten. Er mündet zunächst in eine Kammer und führt dann horizontal weiter. Der Gang weist eine Blockiervorrichtung aus drei mächtigen Granit-Fallsteinen auf. Seine Wände sind mit Pyramidentexten dekoriert. Direkt unter dem Zentrum der Pyramide befindet sich die Vorkammer. Von ihr zweigen östlich der Serdab und westlich die Grabkammer ab. Der Serdab besteht nur aus einem Raum und weist keine Nischen auf. Die Vor- und die Grabkammer weisen ein Giebeldach auf, das mit Sternen dekoriert ist. Die Wände der Kammern weisen Pyramidentexte auf, die Westwand der Grabkammer ist allerdings als Palastfassade gestaltet. In der Grabkammer wurden der Sarkophag aus Granit und der Deckel eines Kanopen-Schränkchens gefunden. Die Mumie Pepis II. war nicht erhalten.
Dem Taltempel war eine breite, nordwest-südöstlich orientierte Terrasse vorgelagert, die an einem Kanal entlang lief. An beiden Enden ermöglichten Rampen den Zugang zur Terrasse vom Wasser aus. In der Mitte der Terrasse lag der Zugang zum Taltempel. Der Tempel besteht aus einer Pfeilerhalle, einem dahinter liegenden Vestibül und mehreren Magazinräumen. Von der Wanddekoration des Tempels haben sich mehrere Szenen erhalten. Der in südwestliche Richtung verlaufende Aufweg verbindet den Tal- mit dem Totentempel.
Der Totentempel weist zunächst drei Kapellen auf, in denen die drei religiösen Zentren Heliopolis, Sais und Buto repräsentiert sind. Hieran schließen sich die Eingangshalle und ein pfeilerumstandener Hof an. Nördlich und südlich davon liegen Magazine. Hinter dem Hof folgt ein Querkorridor, der den öffentlichen vom intimen Bereich des Tempels trennt. Im Korridor haben sich zahlreiche Reste des Reliefdekors erhalten, darunter Darstellungen des Sed-Festes, des Min-Festes und der Hinrichtung eines libyschen Fürsten. Letztere ist allerdings die Kopie einer Darstellung aus dem Totentempel der Sahure-Pyramide und verweist daher wohl nicht auf ein reales Ereignis. Der innere Tempel-Teil besteht aus einer Kultkapelle mit fünf Nischen, einer antichambre carrée und einer Opferhalle. Nördlich und südlich dieser Räume liegen weitere Magazinräume. Die anitchambre carrée weist Darstellungen des Hofstaates auf, der dem König huldigt; in der Opferhalle ist der König in Umarmung mit Göttern dargestellt. Südöstlich der königlichen Pyramide wurde eine kleine Kultpyramide errichtet.

### Der Pyramidenkomplex
Südlich und nordwestlich seiner eigenen Pyramidenanlage ließ Pepi außerhalb der Umfassungsmauer drei Pyramidenanlagen für seine Gemahlinnen Wedjebten, Neith und Iput II. errichten. Die Pyramiden der Neith und der Iput II. liegen an der Nordwest-Ecke des königlichen Grabkomplexes. Die Neith-Pyramide ist die älteste der drei Anlagen. Das Kammersystem besteht aus einem absteigenden Gang mit Blockierstein, einer Grabkammer und einem Serdab. Die Decke der Grabkammer ist mit Sternen verziert, die Wände mit Pyramidentexten bzw. im Westen mit einer Palastfassade. Von der Grabausstattung waren zahlreiche zerbrochene Steingefäße erhalten. Der Totentempel liegt südlich der Pyramide. Er besteht aus einem Vestibül, einem pfeilerumstandenen Hof, Magazinräumen, einer Opferhalle und einem Raum mit drei Nischen, in denen ursprünglich die Statuen der Königin standen. Südöstlich der Königinnenpyramide steht eine kleine Kultpyramide. Zwischen beiden Bauwerken wurden in einer Grube 16 Schiffsmodelle aus Holz gefunden. Die gesamte Anlage ist von einer eigenen Umfassungsmauer umgeben.
Die Pyramide der Iput II. liegt südwestlich der Neith-Pyramide und ist etwas kleiner als diese. Das Kammersystem und der Totentempel weisen den gleichen Aufbau wie bei der Neith-Pyramide auf, auch eine kleine Kultpyramide ist vorhanden. In einem der Magazinräume wurde vermutlich nach Pepis Tod Anchenespepi IV. beigesetzt, für die keine Königinnenpyramide mehr errichtet worden war. Besondere Bedeutung kommt ihrem Sarkophag-Deckel zu, bei dem es sich um einen umfunktionierten Annalenstein handelte.
Die Wedjebten-Pyramide befindet sich südlich der Königs-Pyramide. Das stark zerstörte Bauwerk besitzt zwei Umfassungsmauern, einen eigenen Totentempel und eine kleine Kultpyramide. Im unterirdischen Kammersystem wurden Fragmente von Pyramidentexten gefunden, die ursprünglich die Grabkammer und vielleicht auch die Gänge zierten.
Vor allem nördlich und östlich, in geringerem Umfang auch südlich und westlich der Pepi-II.-Pyramide entstanden außerdem zahlreiche Privatgräber. Diese Friedhöfe wurden noch bis in die beginnende Erste Zwischenzeit und in geringem Umfang noch im Mittleren Reich genutzt.

### Bautätigkeit außerhalb Sakkaras
Über Pepis Bautätigkeit außerhalb Sakkaras ist nur wenig bekannt. An den Wänden des Aufwegs seiner Pyramidenanlage ist eine Prozession von 117 Domänen (landwirtschaftliche Güter) und Ka-Häusern dargestellt, die für die Versorgung des königlichen Opferkults zuständig waren. Darüber hinaus ist in der Autobiografie des Sabni der Transport zweier Obelisken von Unternubien nach Heliopolis überliefert. Aus Koptos ist eine Bautätigkeit Pepis durch zwei Reliefblöcke (heute im Petrie Museum, London, Inv.-Nr. UC 14281 und im Manchester Museum) sowie durch mehrere Dekrete belegt.

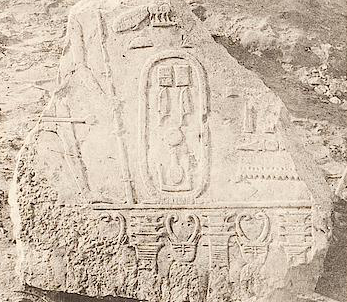
Relief aus Koptos, Petrie Museum UC 14281
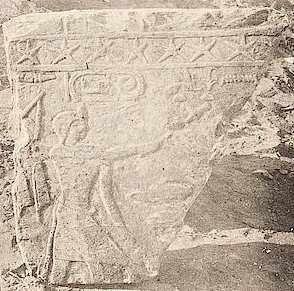
Relief aus Koptos, Manchester Museum
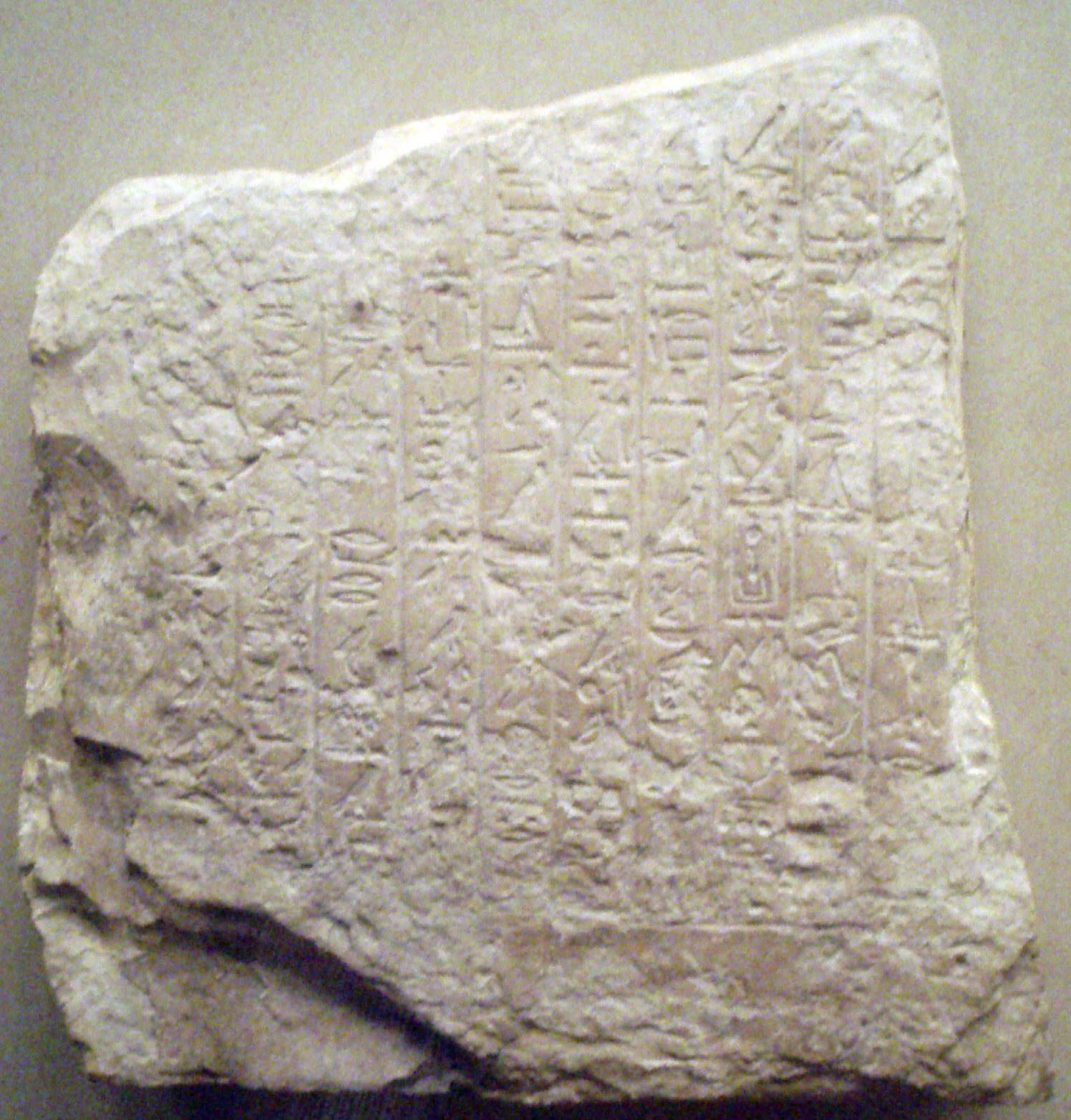
Dekret aus Koptos, Metropolitan Museum of Art

## Statuen

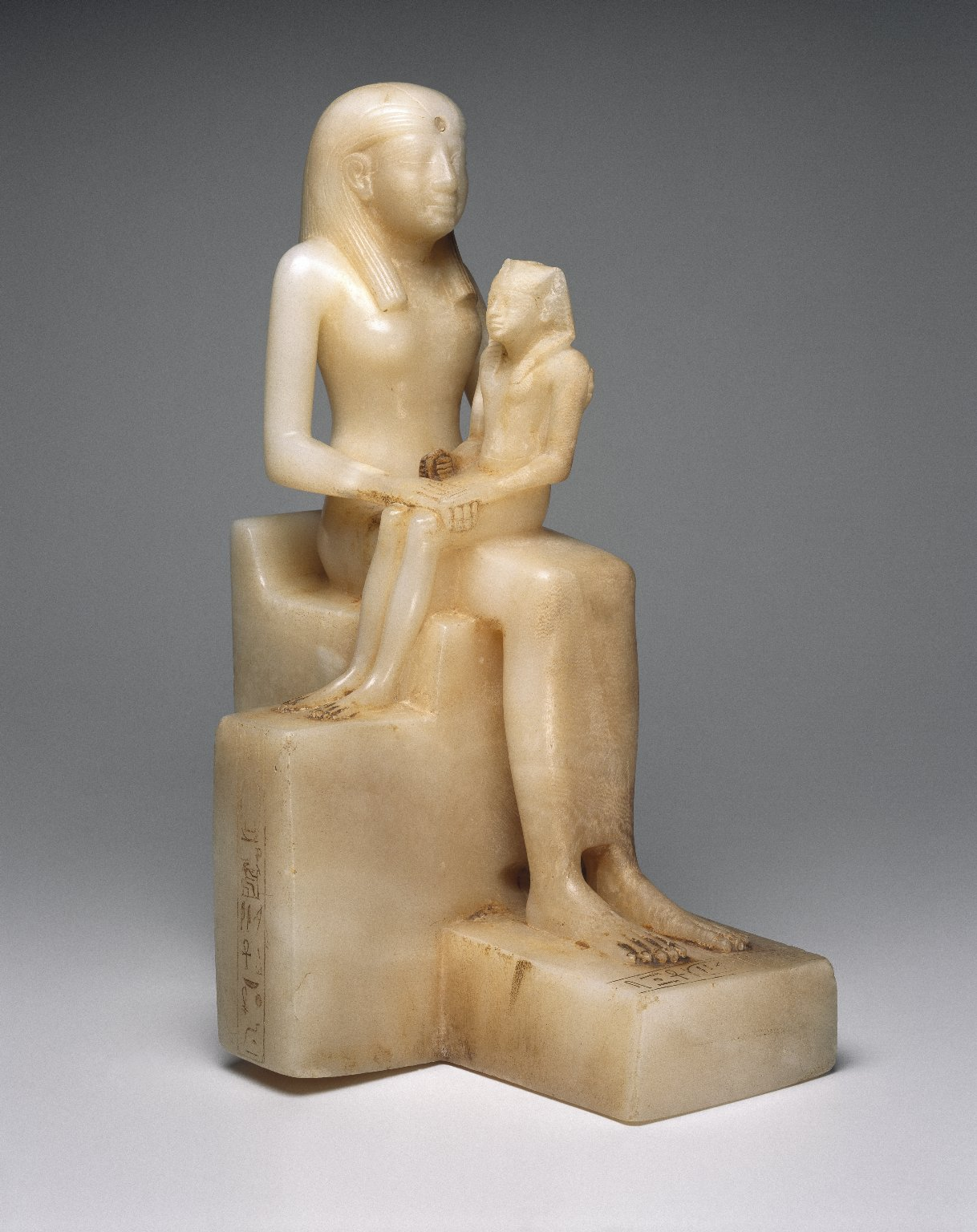
Statue der Anchenespepi II. und ihres Sohnes Pepi II., Brooklyn Museum of Art (39.119)

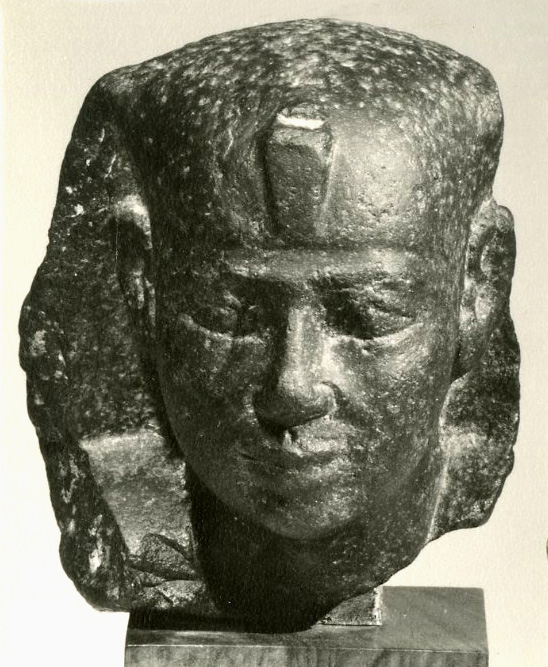
Kopf einer kleinen Königsstatue aus der Regierungszeit von Pepi II., Metropolitan Museum of Art, New York, 66.99.152

Lediglich zwei Statuen, die sich sicher Pepi II. zuordnen lassen, sind erhalten. Die erste ist von unbekannter Herkunft und befindet sich heute im Brooklyn Museum of Art in New York (Inventar-Nr. 39.119). Sie besteht aus Alabaster und hat eine Höhe von 38,9 cm, eine Breite von 17,8 cm und eine Tiefe von 25,2 cm. Dieses für die ägyptische Königsplastik einzigartige Stück zeigt die Königsmutter Anchenespepi II. auf einem Thron sitzend. Sie wird durch eine Namensinschrift zu ihren Füßen identifiziert. Entsprechend ihrem Rang trägt Anchenespepi über ihrer Perücke eine Geierhaube. Der Kopf des Geiers war ursprünglich separat aus Stein oder Metall gefertigt und in die Stirn der Statue eingezapft, ist heute aber verloren. Auf Anchenespepis Schoß sitzt ihr Sohn Pepi II. Obwohl es sich hierbei offensichtlich um eine Darstellung des kindlichen Königs handelt, ist er doch in der typischen Haltung und im vollen Ornat eines erwachsenen Herrschers dargestellt. Er trägt einen Schurz und ein Nemes-Kopftuch. Die rechte Hand hat er zur Faust geballt auf den Oberschenkel gelegt und hält darin ein gefaltetes Tuch. Seine Mutter legt ihm schützend ihre Hände auf den Rücken und auf die Knie. Der Block unter den Füßen des Königs nennt Pepis Namen mit dem Zusatz „geliebt von Chnum“, was ein Hinweis darauf sein könnte, dass die Statue ursprünglich aus Elephantine, dem Hauptverehrungsort des Chnum, stammt.
Die zweite Statue wurde von Gustave Jéquier im Totentempel der Pepi-II.-Pyramide gefunden und befindet sich heute im Ägyptischen Museum in Kairo (Inv.-Nr. JE 50616). Sie besteht ebenfalls aus Alabaster und zeigt den König als Kind. Pepi ist nackt und hockend dargestellt. Er hat kurzes Haar und eine Uräusschlange auf der Stirn. Die heute nicht mehr erhaltene rechte Hand hielt er sich ursprünglich an den Mund.
Bei einem dritten Stück ist die Zuordnung zu Pepi II. nicht sicher, aber durch stilistische Vergleiche recht wahrscheinlich. Es handelt sich um den Kopf einer Statue aus Alabaster, der ebenfalls einen kindlichen König zeigt und hohe Ähnlichkeit mit dem Stück aus Kairo aufweist. Das Stück ist von unbekannter Herkunft und befindet sich heute im Petrie Museum in London.
Auch der Kopf einer vierten Statue kann nur stilistisch in die Regierungszeit von Pepi II. eingeordnet werden. Er wurde 1966 vom Metropolitan Museum of Art in New York City im Kunsthandel erworben. Der Kopf besteht aus schwarzem Stein und zeigt einen König mit Nemes-Kopftuch.
Darüber hinaus ist aus einem Dekret aus Koptos bekannt, dass Pepi II. eine Königsstatue aus Kupfer anfertigen und im Min-Tempel aufstellen ließ. Die Statue selbst ist allerdings nicht erhalten.

## Sonstige Funde
Aus Byblos stammen zwei kleine, unvollständig erhaltene Salböl-Gefäße aus Alabaster in Form von Affenweibchen, die ein Junges an die Brust halten. Ganz ähnliche, vollständig erhaltene Stücke unbekannter Herkunft sind auch aus den Regierungszeiten von Pepi I. und Merenre bekannt.
Von unbekannter Herkunft ist ein vasenförmiges Gefäß mit Deckel aus Alabaster, das sich heute im Louvre in Paris befindet (Inv.-Nr. N 648a,b) und ursprünglich zur Erinnerung an ein Sed-Fest Pepis II. angefertigt wurde. Es hat eine Höhe von 15 cm und einen Durchmesser von 19,9 cm. Ähnliche, unvollständig erhaltene Gefäße aus Pepis Regierungszeit wurden auch in Byblos gefunden, wohin dieser Gefäßtyp bereits seit Neferirkare (5. Dynastie) regelmäßig verhandelt wurde.

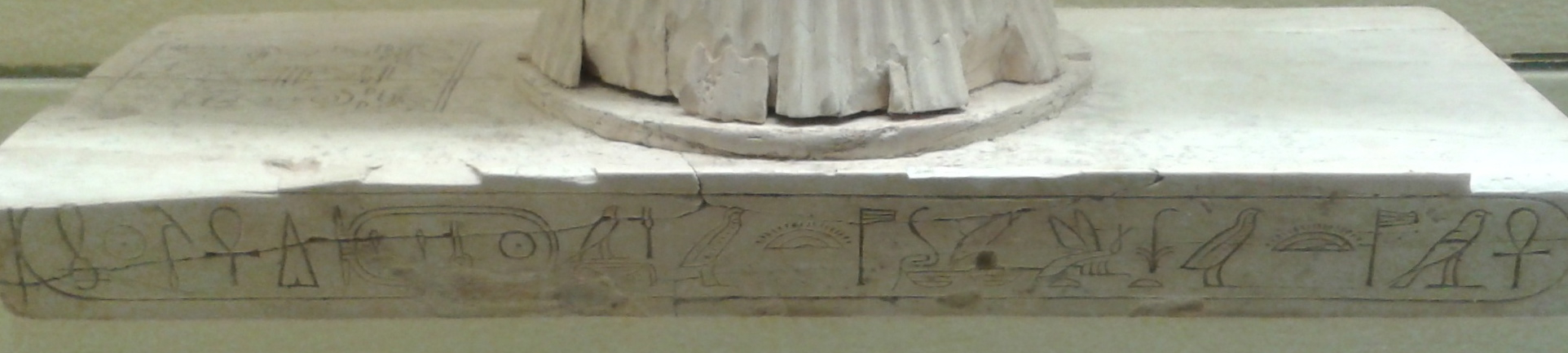
Fuß einer Kopfstütze Pepis II., Louvre, Paris

Ebenfalls von unbekannter Herkunft ist eine Kopfstütze mit Pepis Namenszug, die sich heute im Louvre befindet (Inv.-Nr. N 646). Sie besteht aus Elfenbein (wohl vom Elefanten) und hat eine Höhe von 21,8 cm, eine Breite von 19,1 cm und eine Tiefe von 7,8 cm. Wahrscheinlich handelte es sich um ein Geschenk Pepis für die Grabausstattung eines Beamten.

## Pepi II. im Gedächtnis des Alten Ägypten

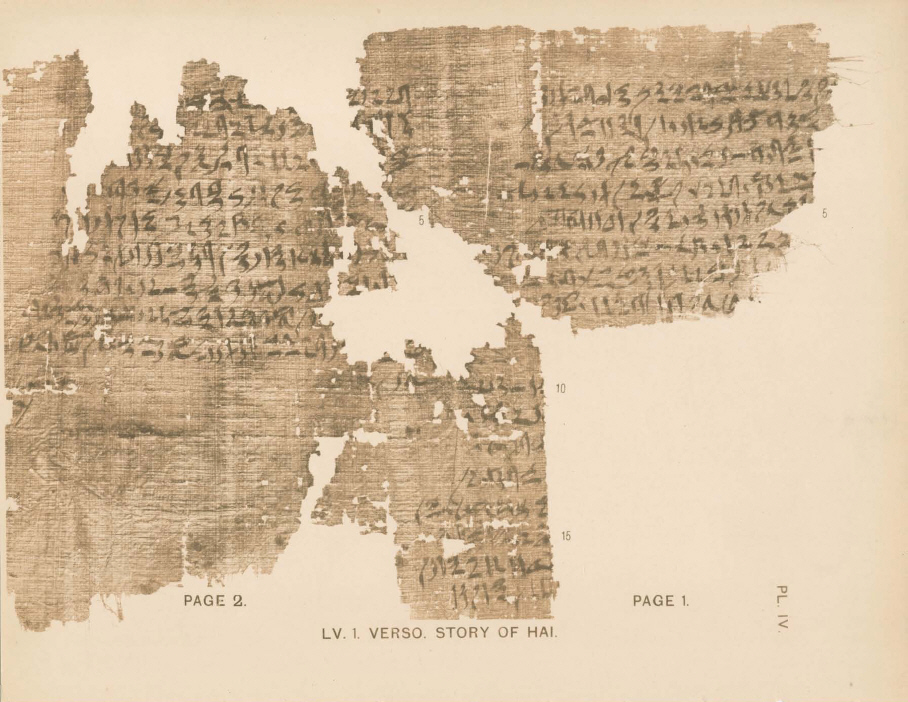
Der Papyrus Kahun LV. 1 mit der Erzählung von Hai

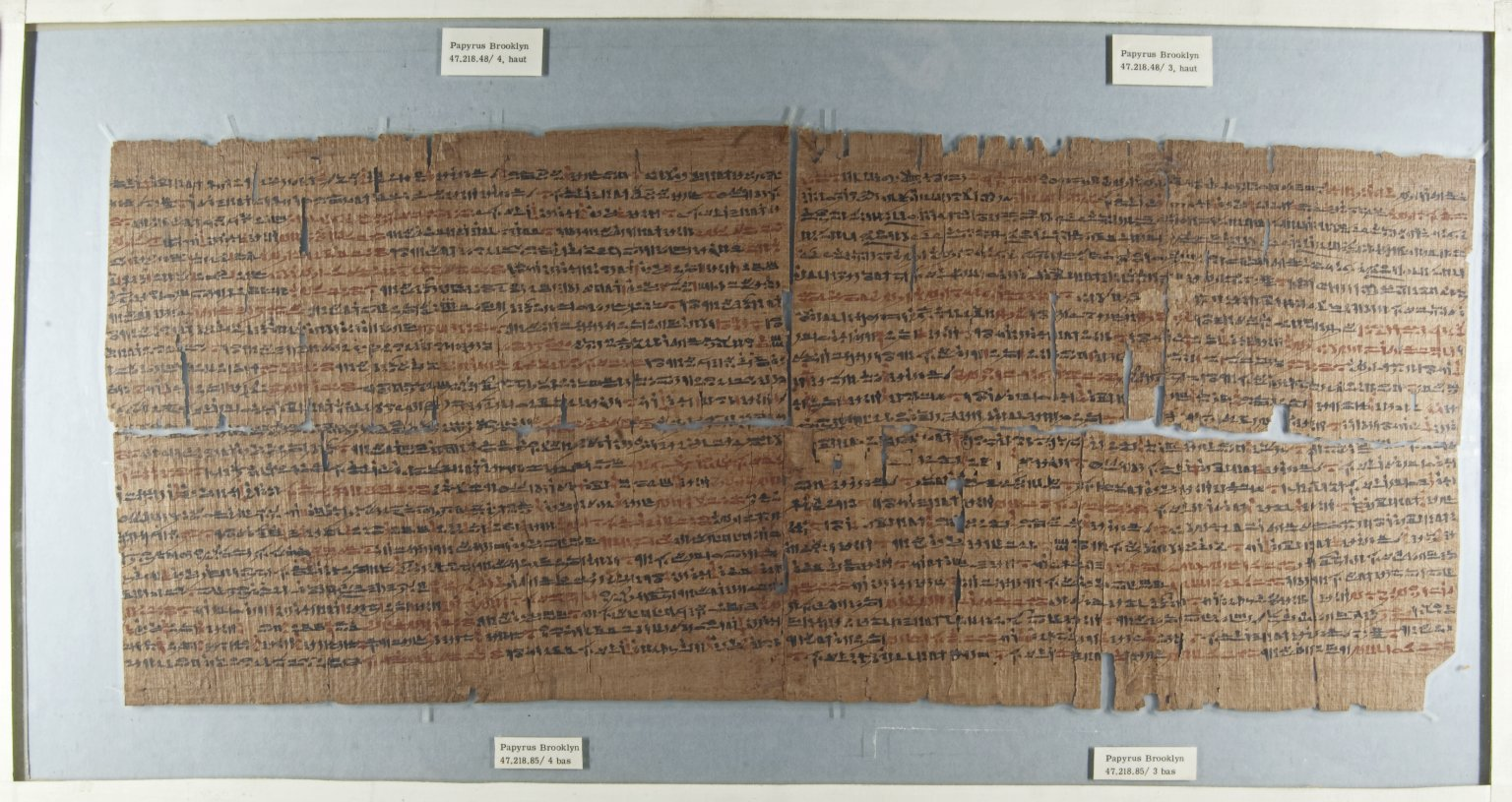
Der medizinische Papyrus Brooklyn 47,218.48/47,218.85

Aus einem der Dekrete aus dem Tempel des Min in Koptos geht hervor, dass für die dort aufgestellte kupferne Statue des Pepi während der Regierungszeit des Wadjkare in der 8. Dynastie ein Opferkult praktiziert wurde.
Pepi II. und seine Pyramide werden in verschiedenen privaten Inschriften des Mittleren Reiches erwähnt. Der Kult an der Pyramide ist also auch noch im Mittleren Reich in Betrieb gewesen.
In späterer Zeit fand Pepi II. in wenigstens zwei Werken der altägyptischen Literatur Erwähnung. Bei der ersten handelt sich um Die Erzählung von Hai aus dem Mittleren Reich. Der einzige erhaltene Textträger ist so stark beschädigt, dass sich nur noch einzelne Bruchstücke der Geschichte rekonstruieren lassen. Handlungsort ist wohl Memphis, da explizit die Pyramide Pepis II. genannt wird. Der Inhalt der Geschichte scheint sich um die Ermordung und Beerdigung eines Mannes namens Hai zu drehen.
Im Mittleren oder Neuen Reich entstand die nur unvollständig erhaltene Geschichte von Neferkare und Sasenet. In ihr wird ein homosexuelles Verhältnis von Pepi II. (Neferkare) zu seinem General Sasenet thematisiert. Im relativ gut erhaltenen Mittelteil der Geschichte wird beschrieben, wie ein Mann eine Klage an den König richten will. Doch anstatt ihn anzuhören lässt Pepi ihn mit Musik und Gesang übertönen, bis er enttäuscht wieder geht. Daraufhin beauftragt der Mann einen Freund, den König zu beschatten. Dem Freund sind bereits Gerüchte zu Ohren gekommen, die er nun bestätigt findet: Der König begibt sich jede Nacht heimlich in das Haus seines Generals und verweilt dort vier Stunden lang. Da der Anfang der Geschichte nur bruchstückhaft und das Ende gar nicht erhalten ist, ist eine Deutung der Geschichte nur schwer möglich.
Aus dem Neuen Reich stammt ein im Ägyptischen Museum in Berlin befindlicher Reliefblock, der aus einem Grab aus Sakkara stammen soll. Auf ihm sind fünf thronende Könige des Alten Reiches abgebildet: Beim ersten ist der Namenszug mittlerweile nicht mehr erhalten, kann aber anhand alter Fotografien wohl zu Snofru rekonstruiert werden; es folgen Radjedef, Mykerinos, Menkauhor und Pepi II. (Neferkare). Der auf diesem Block erhaltene Bildausschnitt kann als Anbetungsszene rekonstruiert werden, bei welcher der Grabbesitzer vor den Königen steht.
Die jüngste Erwähnung Pepis findet sich in dem medizinischen Papyrus Brooklyn 47,218.48/47,218.85, der um 300 v. Chr. entstand. Dort wird neben dem Verhalten der Schlange dem Menschen gegenüber in Abschnitt 42c auch ein Heilmittel gegen Schlangenbisse beschrieben, dessen Entdeckung in die Regierungszeit Pepis datiert wird.